# Voeren
Voeren (en francès Fouron, en limburguès Voere, en való Foron) és un municipi belga de la província de Limburg regat pels rius Voer, Berwijn i Gulp. El 2007 tenia 4.261 habitants. Es troba a la frontera lingüística belga, enclavat entre la província de Lieja i la frontera amb els Països Baixos. És conegut per un conflicte entre neerlandòfons i francòfons, que va durar del 1977 al 2000, i que en certs moments va arribar a desestabilitzar el govern nacional (i després federal) de Bèlgica.

## Història
El municipi és el resultat de la fusió, l'1 de gener de 1977, dels sis municipis amb "facilitats lingüístiques" Moelingen, 's-Gravenvoeren, Sint-Pieters-Voeren, Sint-Martens-Voeren, Teuven i Remersdaal. Històricament, els quatre primers pertanyien al país de Dalhem, i Teuven i Remersdaal al ducat de Limburg. Es troba a la frontera lingüística del neerlandès, francès i l'alemany, mai, la zona va ser lingüistícament homogènia.
La població parlava el limburguès, una variant del neerlandès a mig camí entre aquest idioma i l'alemany. Des de la revolució francesa, els municipis van ser integrats al departament de l'Ourte, que més tard va esdevenir la província de Lieja, de majoria francòfona. La pressió perquè s'abandonés l'ús del neerlandès i es passés al del francès va ser molt important des del 1830 i durant els primers cent anys d'existència de l'estat belga. La llengua a les escoles i a les esglésies era el neerlandès, però molta gent se n'anava treballar a Lieja, on parlava el francès. Tot i tenir el limburguès (plat) com a llengua vehicular, junt amb els pobles del país d'Herve i de la regió d'Eupen, la gent responia diversament als diferents censos belgues i les proporcions entre la gent que deia parlar neerlandès, francès o alemany variava força. Hi havia també pressió social per triar el francès. Tot i això, el 1962 es va decidir de transferir els sis municipis a la província de Limburg, ja que hi havia una majoria de gent de parla neerlandesa, provocant la dimissió del ministre Joseph-Jean Merlot.

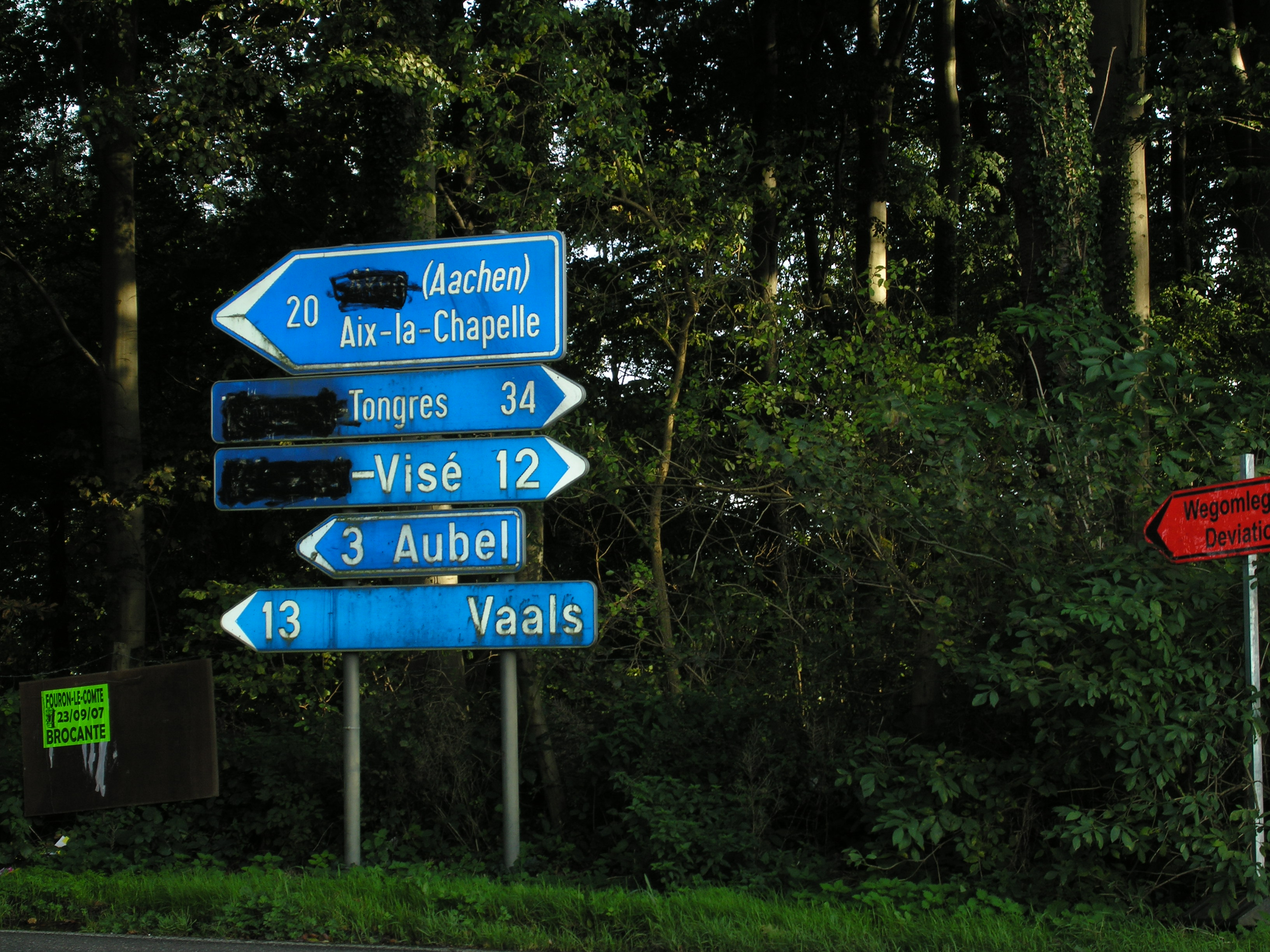
La lluita de les llengües a Voeren

Els habitants eren, doncs, culturalment neerlandòfons, però econòmicament depenien molt de Lieja. El canvi de província no va pas agradar a tothom, i aviat va crear-se un moviment anomenat Retour à Liège («Retorn a Lieja»). Altrament, els pobles romanien plàcids i sense conflictes i la gent parlava plat entre ells i altres llengües amb els altres, governats per burgmestres que pertanyien a l'aristocràcia francòfona.
La problemàtica va contribuir a la caiguda del govern de Gaston Eyskens el 1972, i després de la fusió del 1977, el moviment Retour à Liège va trobar un líder, José Happart, que el 1982 va obtenir la majoria dels escons al consell municipal. El consell va proposar Happart com a burgmestre, cosa que legalment no era possible, ja que Happart, nascut a Chertal, només parlava francès. La seva nominació va ser ajornada un any per donar-li la possibilitat d'aprendre la llengua administrativa, cosa que va refusar. Això va originar una sèrie de plets davant el Consell d'Estat i de discussions entre els flamencs i els francòfons.
Aquesta època s'anomena «el carrusel de Voeren»: el consell municipal va trobar el truc de nomenar un burgmestre bilingüe (Nico Droeven) i Happart com a primer adjunt; immediatament després, Droeven va dimitir i Happart va esdevenir burgmestre provisional. El Consell d'Estat va anul·lar aquesta decisió, però aquest tripijoc es va continuar fent vuit vegades més fins que, el 19 d'octubre de 1987, el govern nacional belga es va veure obligat de dimitir. El 1989, després de llargues negociacions i compromisos nacionals, Droeven va ser nomenat burgmestre i Happart primer regidor. Els habitants francòfons del municipi van obtenir el dret de votar a Aubel per a les eleccions nacionals i regionals. El mateix any, Happart va dimitir i va tornar a Lieja, on va prosseguir la seva carrera política com a diputat al Parlament europeu.
Després de les eleccions municipals del 8 d'octubre del 2000, la situació va canviar quan el partit flamenc Voerbelangen va obtenir una majoria del 53%, gràcies als sufragis dels nombrosos immigrants neerlandesos que van obtenir el dret de vot dins del marc dels decrets europeus. De fet, el marc agradable, els preus del sector immobiliari molt més baixos que al Limburg neerlandès i l'afinitat cultural (parlen el mateix dialecte) van atreure molts neerlandesos de la regió de Maastricht, que van aprofitar l'obertura de les fronteres de 1991 per establir-se a Voeren. El 2001, Huub Broers (que ensenya francès a l'institut provincial de Visé) va esdevenir el primer burgmestre flamenc del municipi. A les eleccions del 2006, la majoria flamenca va obtenir un 60,8% dels vots i nou escons. El partit Retour à Liège va canviar de nom a Retour@Libertés i obtingué sis escons.
Sembla que el municipi ha tornat a trobar la seva placidesa tradicional.

## Llocs d'interès
El municipi és ric en monuments: castells, cases nobles, esglésies, molins. També és conegut pel turisme rural i el càmping, els paisatges interessants i molt verds.
Per a fotografies i més detalls, vegeu els articles sobre els nuclis respectius.

### Moelingen
- Església de la Mare de Déu

### 's-Gravenvoeren
- Església de Sant Lambert
- Capella de Steenboskapel
- Castell d'Altenbroek
- Castell d'Ottegraven

### Sint-Martens-Voeren
- La casa Veltmans, centre cultural
- L'església de Sant Martí

### Sint-Pieters-Voeren
- Església de Sant Pere
- La comanadoria
- Capella de Santa Anna
- El castellet Magis

### Teuven
- Castell De Hoof, antiga residència dels senyors de Teuven
- Castell de Sinnich, una antiga abadia augustiniana
- El bosc comunal de Bovenste Bos

### Remersdaal
- Het Hoes
- Castell d'Obsinnich
- El viaducte ferroviari de la línia 24

## Fills predilectes de Voeren
- Rob Brouwers, (1941-…), pintor
- Pierre de Schiervel (1783-1866), governador de la província de Limburg
- Mossèn Hendrik Veltmans
- José Happart, polític
- Huub Broers, polític
- Charles Vandenhove, arquitecte